# مجتمع دامداری روستای حسین‌آباد
مجتمع دامداری روستای حسین‌آباد مربوط به دوره قاجار است و در شهرستان گرمسار، بخش ایوانکی، دهستان ایوانکی، جنوبغرب روستای حسین‌آباد واقع شده و این اثر در تاریخ ۲۶ اسفند ۱۳۸۷ با شمارهٔ ثبت ۲۶۰۷۹ به‌عنوان یکی از آثار ملی ایران به ثبت رسیده است.